# Khatoco Khánh Hòa
Khatoco Khánh Hòa war ein Fußballverein aus Nha Trang, Vietnam. Er spielte zuletzt in der höchsten Liga des Landes, der V-League. Seine Heimspiele trug der Verein im Nha-Trang-Stadion aus. 2005 gelang dem Verein der Aufstieg in die V-League. Die beste Platzierung war daraufhin ein fünfter Platz in der Saison 2008. Im Kader des Vereins stand lange Zeit mit Lê Tấn Tài einer der talentiertesten Nachwuchsspieler Vietnams. Er wurde 2005 zum besten Nachwuchsspieler der Liga gewählt. Im Dezember 2012 meldete der Verein Insolvenz an und löste sich auf. Der sämtliche Mannschaftsstab und der Großteil der Mannschaft schloss sich Xi măng Hải Phòng an.

## Vereinserfolge
- Meister der 3. Liga und Aufstieg: 2004
- V.League 2

Meister: 2005

## Ehemalige bekannte Spieler
- Emanuel Bentil
- Yaw Berko
- Mustapha Essuman

## Ehemalige Trainer
- Alfred Riedl (2001)
- Nguyen Ngoc Hao (2006)
- Lê Huu Tuong (11/06–02/07)
- Hoàng Anh Tuấn (02/07–12/12)